# Campeonato Carioca de Futebol de 2017 - Série B1
O Campeonato Carioca da Série B1 de 2017 foi a 40ª edição da segunda divisão do campeonato estadual de futebol profissional do Rio de Janeiro. A competição foi organizada pela Federação de Futebol do Estado do Rio de Janeiro (FERJ).
O Goytacaz se sagrou campeão ao vencer o America na final. Ambos conquistaram o acesso para o Campeonato Carioca de 2018.

## Critérios de desempate
Para o desempate entre duas ou mais equipes segue-se a ordem definida abaixo:
1. Número de vitórias
2. Saldo de gols
3. Gols marcados
4. Número de cartões amarelos e vermelhos
5. Sorteio

## Participantes
| Equipe              | Cidade                | Em 2016            | Estádio                                                                   | Capacidade                   | Títulos            |
| ------------------- | --------------------- | ------------------ | ------------------------------------------------------------------------- | ---------------------------- | ------------------ |
| America             | Rio de Janeiro        | 16º (Série A)      | Giulite Coutinho Nivaldo Pereira                                          | 13 544 2 184                 | 2 (último em 2015) |
| Americano           | Campos dos Goytacazes | 4º                 | Ary de Oliveira                                                           | 5 800                        | 0 (não possui)     |
| Artsul              | Nova Iguaçu           | 7º                 | Nivaldo Pereira                                                           | 2 184                        | 0 (não possui)     |
| Audax Rio           | São João de Meriti    | 6º                 | Moça Bonita                                                               | 9 024                        | 0 (não possui)     |
| Barcelona-RJ        | Rio de Janeiro        | 4º (Série C)       | Rua Bariri Marrentão                                                      | 8 300 3 334                  | 0 (não possui)     |
| Barra da Tijuca     | Rio de Janeiro        | 11º                | Conselheiro Galvão                                                        | 2 136                        | 0 (não possui)     |
| Barra Mansa         | Barra Mansa           | 13º                | Raulino de Oliveira Nivaldo Pereira Joaquim Flores Marrentão Jair Toscano | 18 230 2 184 500 3 334 1 500 | 2 (último em 2014) |
| Carapebus [CAR]     | Carapebus             | 15º (Série A 2017) | Ferreirão                                                                 | 900                          | 0 (não possui)     |
| Duque de Caxias     | Duque de Caxias       | 15º                | Marrentão Los Larios                                                      | 3 334 6 300                  | 0 (não possui)     |
| Friburguense        | Nova Friburgo         | 15º (Série A)      | Eduardo Guinle                                                            | 5 500                        | 2 (último em 2011) |
| Gonçalense          | São Gonçalo           | 12º                | Alziro de Almeida                                                         | 900                          | 0 (não possui)     |
| Goytacaz            | Campos dos Goytacazes | 14º                | Ary de Oliveira                                                           | 5 800                        | 1 (último em 1982) |
| Itaboraí            | Itaboraí              | 3º                 | Alziro de Almeida                                                         | 900                          | 0 (não possui)     |
| Olaria              | Rio de Janeiro        | 5º                 | Rua Bariri                                                                | 8 300                        | 3 (último em 1983) |
| Queimados FC        | Queimados             | 8º                 | Joaquim Flores Marrentão                                                  | 500 3 334                    | 0 (não possui)     |
| Sampaio Corrêa-RJ   | Saquarema             | 10º                | Lourival Gomes                                                            | 1 800                        | 0 (não possui)     |
| São Cristóvão       | Rio de Janeiro        | 9º                 | Rua Bariri                                                                | 8 300                        | 2 (último em 1965) |
| São Gonçalo EC      | São Gonçalo           | 1º (Série C)       | Alziro de Almeida                                                         | 900                          | 0 (não possui)     |
| Serra Macaense      | Macaé                 | 3º (Série C)       | Moacyrzão                                                                 | 15 000                       | 0 (não possui)     |
| Serrano             | Petrópolis            | 2º (Série C)       | Atílio Marotti                                                            | 8 500                        | 2 (último em 1999) |
| Tigres do Brasil[A] | Duque de Caxias       | 16º (Série A 2017) | Los Larios                                                                | 6 300                        | 0 (não possui)     |

- A ^ : A partir de 2017, os rebaixados do Campeonato Carioca disputam a Série B1 na mesma temporada, de acordo com o regulamento geral das competições para a temporada.[1]
- CAR: ^  O Carapebus foi rebaixado como Campos, porém, em 2017, após a Série A de 2017 a parceria entre as duas equipes acabou e o Campos se filiou na Ferj, disputando assim a Série C em 2017.